# 劉承諏
劉承諏，號藎盟，四川叙州府富顺县人。明朝政治人物。同進士出身。

## 生平
萬曆二十五年丁酉科四川乡试舉人，二十六年（1598年），登戊戌科進士，吏部觀政，三十年授中書舍人，三十三年丁憂，三十七年復除原职，本年掌中书科印，三十八年擢兵部职方司员外郎，四十年三月升廣東按察司僉事，四十三年六月升雲南布政司參議。

## 家族
曾祖劉朝海，弘治壬子举人、户部员外。祖劉一中，训导。父劉懷。